# مردی با طپانچه طلایی (فیلم)
مردی با طپانچه طلایی (به انگلیسی: The Man with the Golden Gun) یک فیلم جاسوسی، محصول سال ۱۹۷۴ و به کارگردانی گای همیلتون است. 
این فیلم، نهمین فیلم از سری جیمز باند است که توسط Eon Productions ساخته شده است و دومین فیلمی است که راجر مور در نقش مامور خیالی MI6 جیمز باند بازی می‌کند. این فیلم که اقتباسی آزاد از رمانی به همین نام پس از مرگ یان فلمینگ در سال 1965 منتشر شد، باند را به دنبال سولکس آژیتاتور فرستاده است، راه حلی تکنولوژیک برای کمبود انرژی معاصر، در حالی که با قاتل فرانسیسکو اسکارامانگا، «مردی با طپانچه طلایی» روبرو می شود. این عمل در دوئل بین آنها به اوج خود می رسد که سرنوشت سولکس را تعیین می کند. در این فیلم بازیگرانی همچون راجر مور، کریستوفر لی، بریت ایکلند، مائود آدامز، اروه ویلشز، ریچارد لو، کلیفتون جیمز، برنارد لی، مارک لارنس، دزموند لولین، مارنه مایتلند، لوئیز مکسول، جیمز کازینز و کارمن دو ساتوی ایفای نقش کرده‌اند.
مردی با طپانچه طلایی چهارمین و آخرین فیلم از این مجموعه به کارگردانی گای همیلتون بود. فیلمنامه توسط ریچارد میبام و تام مانکیویچ نوشته شده است. این فیلم در مواجهه با بحران انرژی در سال 1973، موضوعی غالب در فیلمنامه قرار داشت. بریتانیا هنوز به طور کامل بر بحران غلبه نکرده بود که این فیلم در دسامبر 1974 اکران شد. این فیلم همچنین نشان دهنده شور و شوق محبوب هنرهای رزمی در آن زمان است، با چندین صحنه کونگ فو و یک لوکیشن عمدتا آسیایی که در تایلند، هنگ کنگ و ماکائو قرا دارد، بخشی از فیلم نیز در بیروت لبنان می گذرد، اما در آنجا فیلمبرداری نشده است.
این فیلم با نقدهای متفاوتی روبرو شد. بازی کریستوفر لی(اسکارامانگا)به عنوان شخصیت شروری با مهارت و توانایی مشابه با باند مورد ستایش قرار گرفت، اما منتقدان کلیت فیلم، به ویژه رویکرد کمدی آن و بازی مور و بریت اکلند را مورد انتقاد قرار دادند. این فیلم با وجود سودآوری، چهارمین فیلم کم‌درآمد در این سری است، و بازده نسبتاً کم آن در مقایسه با فیلم‌های Live and Let Die (1973) ادامه این فرنچایز را در خطر قرار داد. این آخرین فیلم باند بود که توسط آلبرت آر. بروکلی و هری سالتزمن تولید شد و سالتزمن 50 درصد سهام خود را در Danjaq LLC، شرکت مادر Eon Productions، پس از اکران فیلم فروخت.

## خلاصه داستان
«جیمز باند» (مور) مأموریت می‌یابد تا برای تحقیق دربارهٔ فعالیت‌های غیرقانونی مرد متنفذ و مرموزی به نام «اسکارامانگا» (کریستوفر لی) به شرق دور برود…